# Pyrgos (Kreta)
Pyrgos (Grieks: Πύργος) is de naam van een Minoïsche nederzetting net buiten het dorp Mirtos aan de zuidkust van het Griekse eiland Kreta.
Pyrgos is bewoond geweest vanaf de Vroeg Minoïsche tijd tot in de Laat Minoïsche tijd, maar is in die periode (2900-1350 v.Chr.) driemaal geheel of gedeeltelijk verwoest en weer opgebouwd. De nederzetting werd tussen 1972 en 1980 opgegraven door Gerald Cadogan. Hij vond daarbij onder andere kleitabletten in Lineair A en resten van een altaar. De locatie is vrij toegankelijk.
Enkele honderden meters verder naar het oosten ligt Fournou Korifi, ook een Minoïsche nederzetting.